# Кадоре, Брюно
Брюно́ Кадоре́ (фр. Bruno Cadoré; 14 апреля 1954, Ле-Крёзо, департамент Сона и Луара, Франция) — восемьдесят седьмой Генеральный магистр Ордена проповедников (доминиканцев), возглавлявший орден с 5 сентября 2010 года по 13 июля 2019 года.

## Биография
Брюно Кадоре родился 14 апреля 1954 года. Получил медицинское образование, специалист в области лейкемии, работал в нескольких больницах Страсбурга. В 1979 году вступил в новициат Ордена проповедников, годом позже принёс обеты и стал доминиканцем. После вступления в орден в течение двух лет работал на Гаити, ухаживая за больными детьми. После возвращения во Францию стал профессором медицины и медицинской этики в Католическом университете Лилля.
В 1986 году рукоположен в священники. В 1992 году защитил докторскую диссертацию по нравственному богословию. Опубликовал более 40 научных работ по медицине и биоэтике.
В 2001 году был избран провинциальным приором, то есть главой доминиканцев во Франции. В 2008 году Президент Франции Николя Саркози назначил Брюно Кадоре в Национальный Комитет по борьбе со СПИДом. 5 сентября 2010 года на Генеральном капитуле Ордена проповедников, проходившего в Риме, сменил аргентинца Карлоса Аспироса Косту на посту Генерального магистра доминиканцев. В настоящее время занимает пост директора Центра медицинской этики Католического университета Лилля. В 2019 году оставил пост Генерального магистра, его преемником стал филиппинец Жерар Тимонер.